# Wabana (Kanada)
Wabana ist eine kanadische Stadt. Sie liegt auf Bell Island, einer Insel in der Conception Bay von Neufundland. Der Name ist der Sprache der Abenaki entlehnt und bedeutet: „Ort, an dem das Licht zuerst scheint“.

## Geschichte
Dieser Ort erlangte gegen Ende des 19. Jahrhunderts wirtschaftliche Bedeutung, nachdem damit begonnen wurde, im Norden von Bell Island Eisenerz (Hämatit) im größeren Stil zu fördern und Wabana zu einer Bergbaustadt mit bis zu 14.000 Einwohnern anwuchs.
Während des Zweiten Weltkriegs wurde es zu einem Ziel der deutschen Kriegsmarine, deren U‑Boote mehrere Erzfrachter versenkten, die auf dem Weg von oder nach Wabana waren (siehe auch: U 37, U 48, U 93, U 94, U 99, U 101, U 108, U 124 und U 138). Auch die Hafenanlagen wurden angegriffen und beschädigt.
Nach dem Zweiten Weltkrieg sank Wabanas Bevölkerungszahl stetig ab. Die Bergwerke hatten mit starker Konkurrenz in Labrador und Minnesota zu kämpfen und wurden unprofitabel. Der Mutterkonzern, die Dominion Steel and Coal Corporation (DOSCO), der seit 1930 die Minen betrieben hatte, wurde Ende der 1950er-Jahre von anderen multinationalen Unternehmen übernommen. Im April 1966 wurden die Wabana-Minen aufgegeben. Die Bevölkerung schrumpfte auf weniger als 2000 Einwohner. Viele davon pendeln täglich per Fähre in die Provinzhauptstadt St. John’s.
Eine der stillgelegten Minen wurde inzwischen als Touristenattraktion wiedereröffnet.

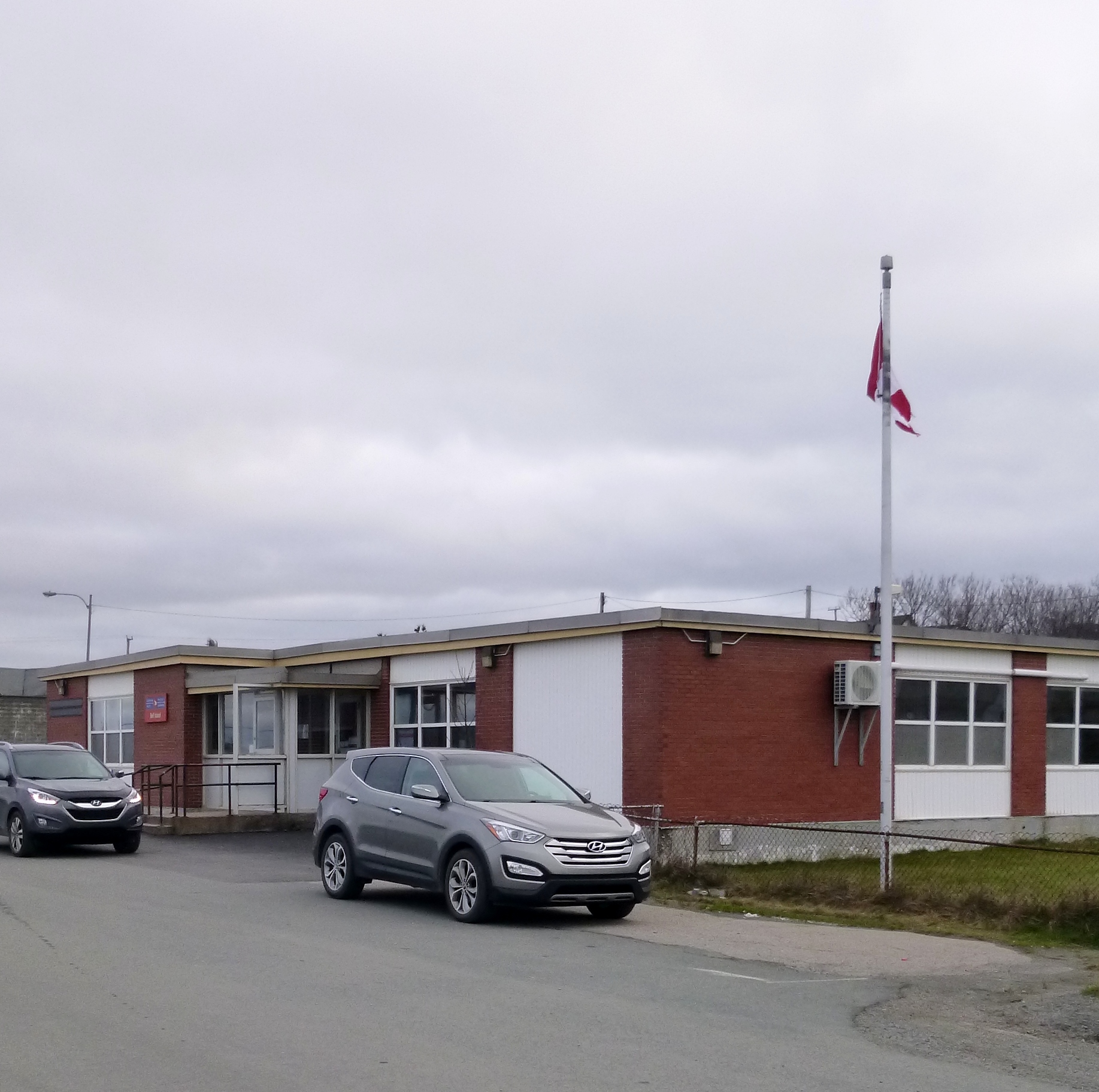
Postamt (2016)
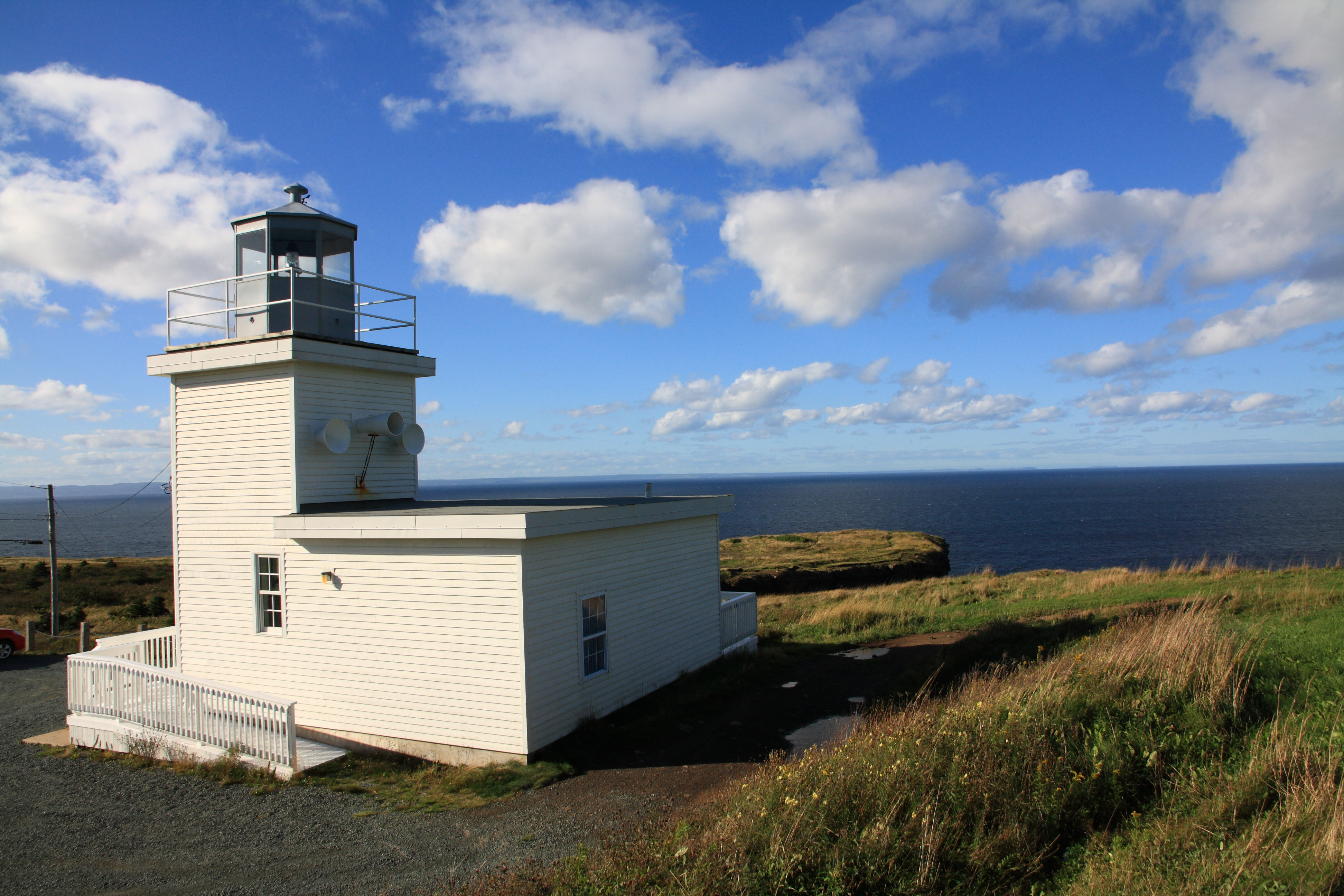
Leuchtturm (2013)
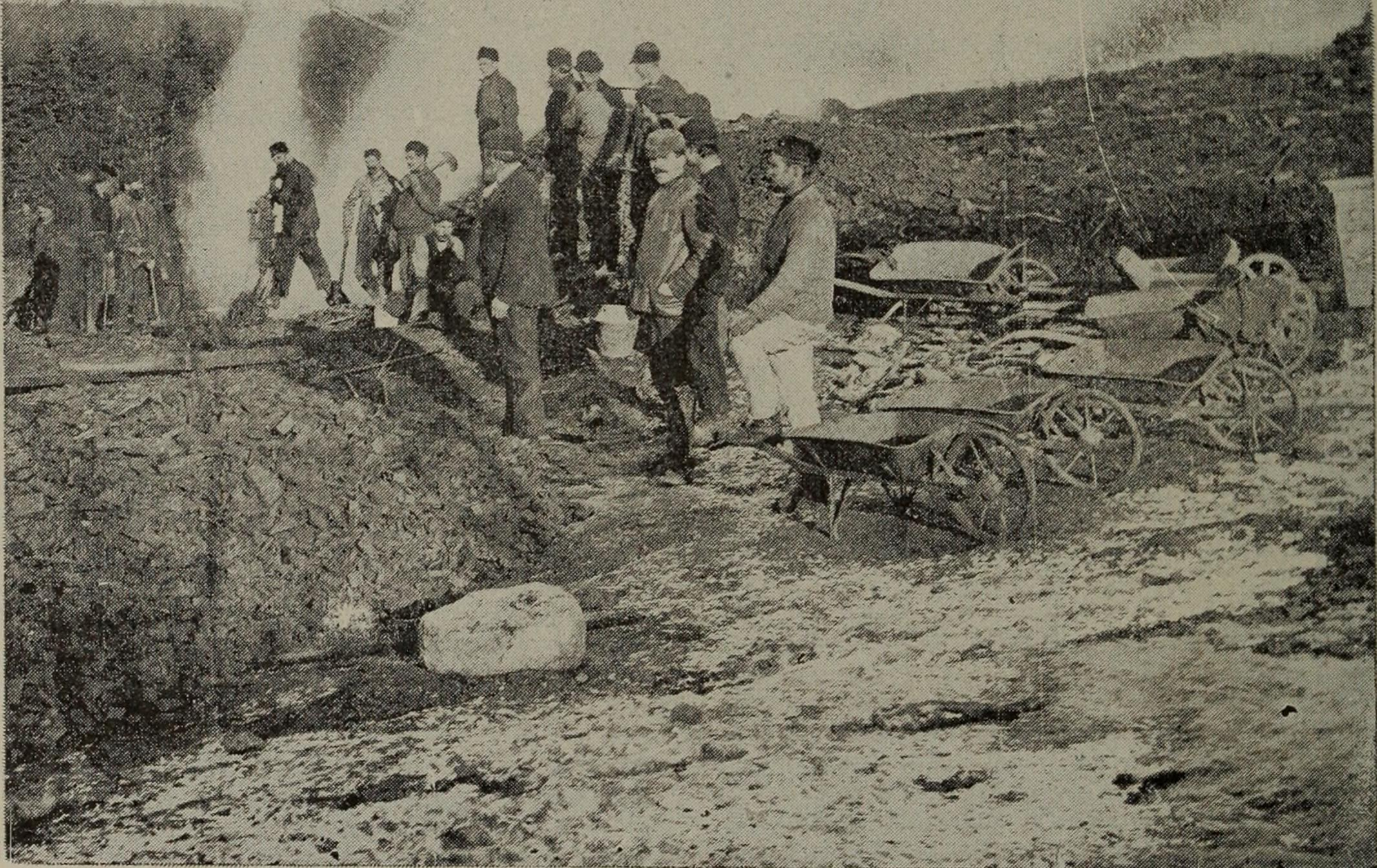
Bergleute (um 1907)
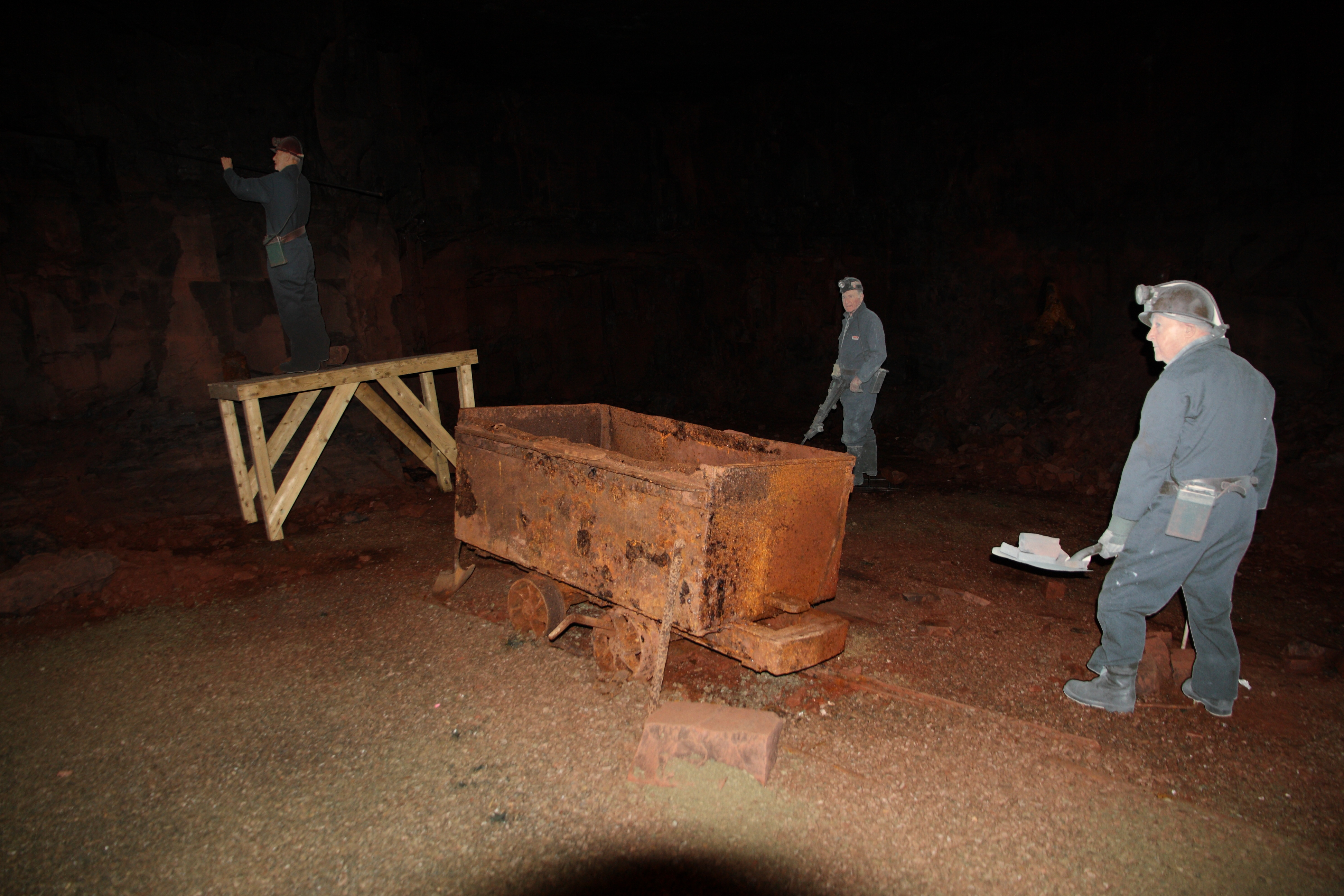
Schaubergwerk (2013)
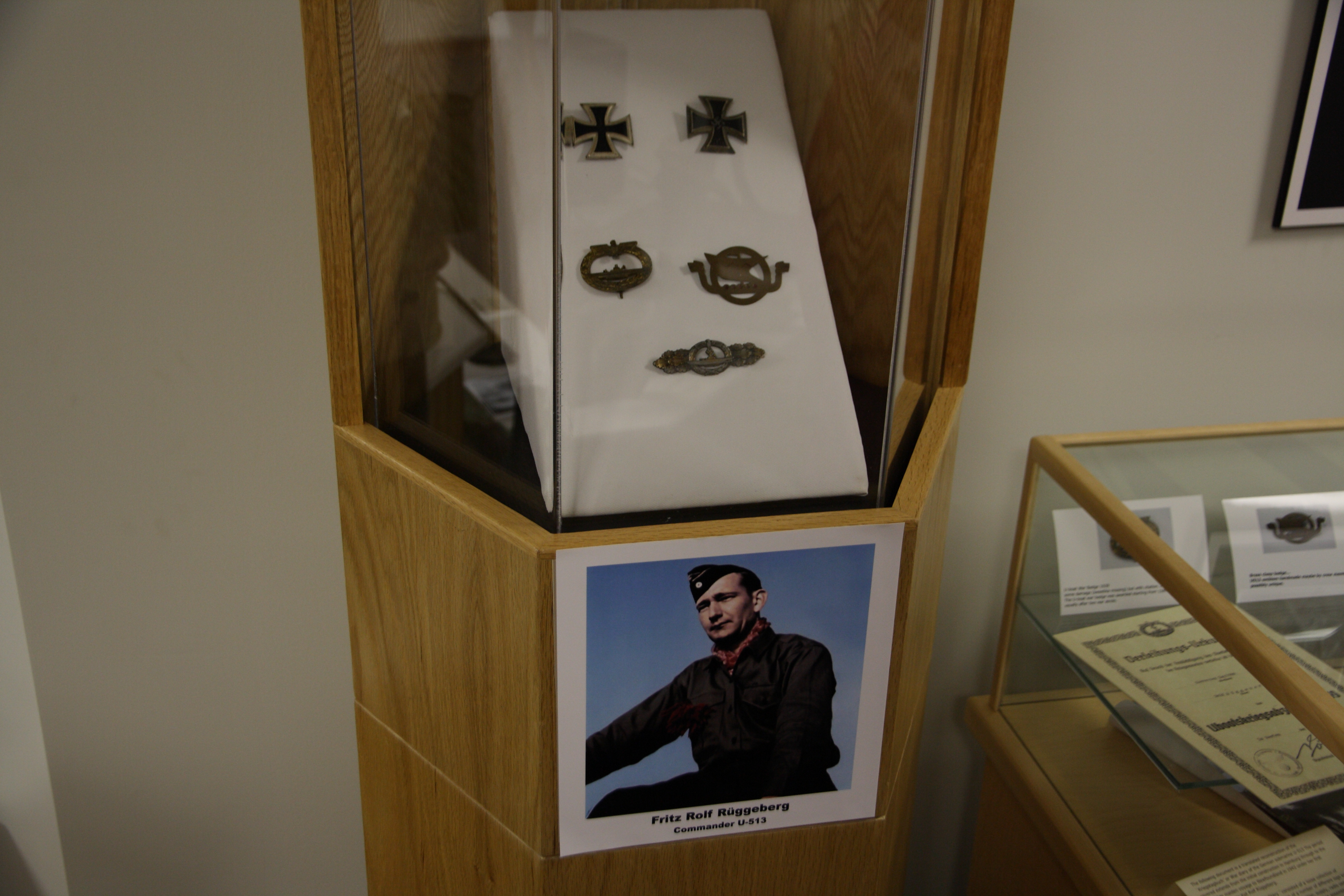
Auszeichnungen von Korvettenkapitän Rolf Rüggeberg im Museum (2013)
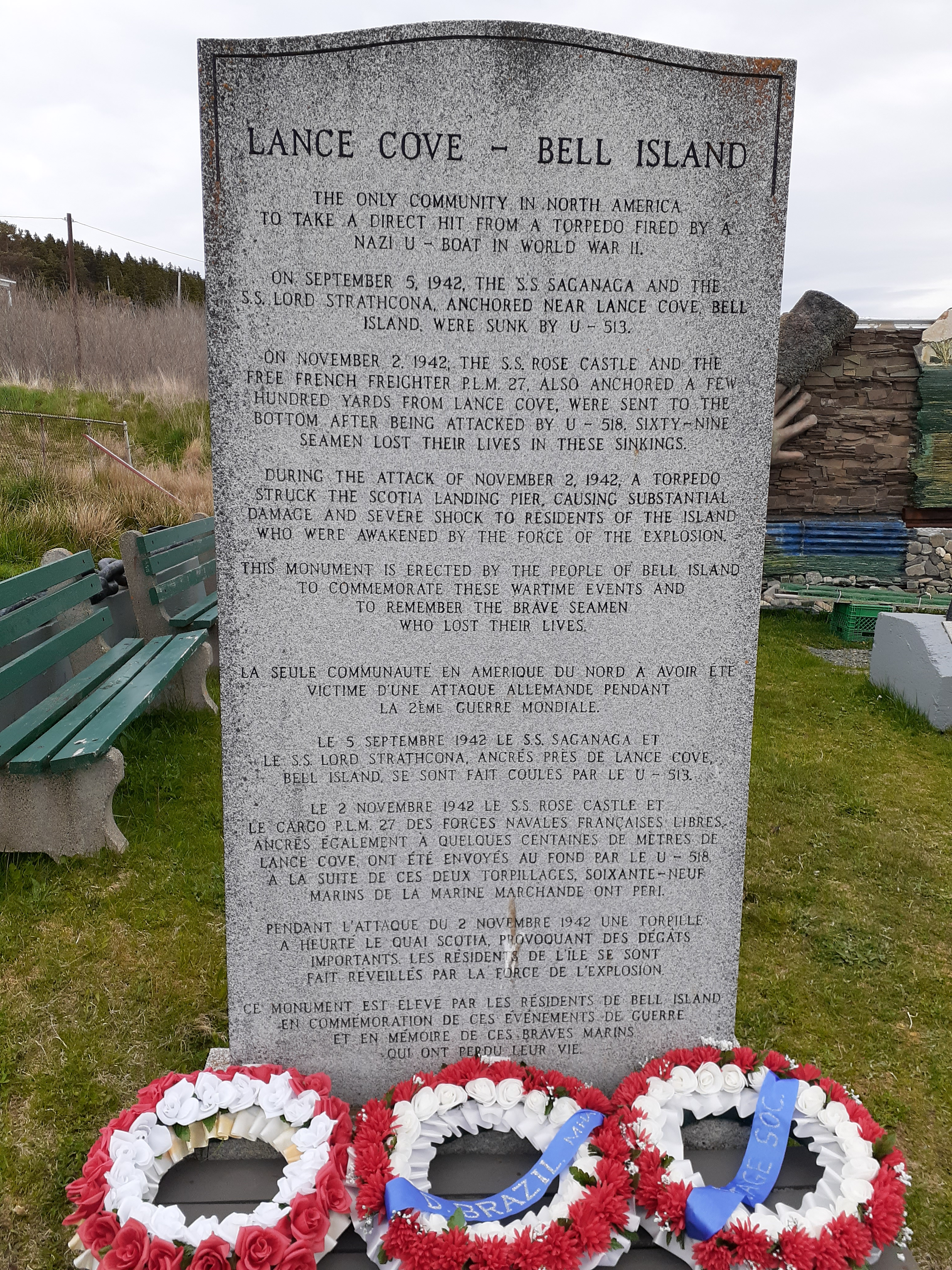
Mahnmal im Nachbarort Lance Cove (2022)